# Montreux-Vieux
Montreux-Vieux è un comune francese di 881 abitanti situato nel dipartimento dell'Alto Reno nella regione del Grand Est.

## Società

### Evoluzione demografica
Abitanti censiti